# Крыжино
Крыжино — село в Жуковском районе Брянской области, административный центр Крыжинского сельского поселения. 
 Расположено в 22 км к югу от Жуковки. Население — 369 человек (2010).

## История
Упоминается с начала XVII века как существующее село с храмом Рождества Христова, сгоревшим в Смутное время. Позднее — владение Коломниных, построивших в 1694 новую деревянную Рождественскую церковь (не сохранилась), и князей Мещерских (до 1782, когда князь Д. И. Мещерский был удавлен крестьянами за жестокость). В XIX веке — владение Будаевых, Толпыгиных, Тютчевых и других помещиков.
В XVII—XVIII вв. село Крыжино входило в состав Подгородного стана Брянского уезда; с 1861 по 1924 год в Княвицкой волости Брянского (с 1921 — Бежицкого) уезда. В 1875 году была открыта земская школа.
В 1924—1929 гг. входило в Овстугскую волость, с 1929 в Жуковском районе. До 2005 года являлось центром Крыжинского сельсовета.
| Годы      | 1866 | 1878 | 1897 | 1926 | 1979 | 1989 | 2002 | 2010 |
| --------- | ---- | ---- | ---- | ---- | ---- | ---- | ---- | ---- |
| Население | 457  | 514  | 640  | 639  | 344  | 399  | 384  | 369  |